# Брилівська селищна рада
Брилівська се́лищна ра́да — адміністративно-територіальна одиниця та орган місцевого самоврядування в Олешківському районі Херсонської області. Адміністративний центр — селище міського типу Брилівка.

## Загальні відомості
- Територія ради: 36,114 км²
- Населення ради: 5 064 особи (станом на 2001 рік)

## Населені пункти
Селищній раді підпорядковані населені пункти:
- смт Брилівка
- с. Мирне

## Склад ради
Рада складається з 26 депутатів та голови.
- Голова ради: Швайковський Микола Селіверстович
- Секретар ради: Медведєва Інна Георгіївна

### Керівний склад попередніх скликань
| Прізвище, ім'я, по батькові       | Основні відомості                                                        | Дата обрання | Дата звільнення |
| --------------------------------- | ------------------------------------------------------------------------ | ------------ | --------------- |
| Швайковський Микола Селіверстович | Селищний голова, 1947 року народження, освіта вища, безпартійний         | 26.03.2006   | 31.10.2010      |
| Швайковський Микола Селіверстович | Селищний голова, 1947 року народження, освіта вища, член Партії регіонів | 31.10.2010   |                 |

Примітка: таблиця складена за даними сайту Верховної Ради України

### Депутати
За результатами місцевих виборів 2010 року депутатами ради стали:

#### За суб'єктами висування
| Суб'єкт висування           | Кількість обраних депутатів | %    |
| --------------------------- | --------------------------- | ---- |
| Самовисування               | 16                          | 61,5 |
| Партія регіонів             | 7                           | 26,9 |
| Народна партія              | 2                           | 7,7  |
| Комуністична партія України | 1                           | 3,8  |

#### За округами
| № округу                    | Прізвище, ім'я, по батькові      | Дата визнання обраним | Освіта             | Партійна приналежність                        | Відомості про обраного депутата                                          |
| --------------------------- | -------------------------------- | --------------------- | ------------------ | --------------------------------------------- | ------------------------------------------------------------------------ |
| Комуністична партія України |                                  |                       |                    |                                               |                                                                          |
| 1                           | Трембач Віра Василівна           | 03.11.2010            | середня спеціальна | член Комуністичної партії України             | Бібліотека, бібліотекар                                                  |
| Народна Партія              |                                  |                       |                    |                                               |                                                                          |
| 5                           | Покришева Зоя Олександрівна      | 03.11.2010            | вища               | член Народної партії                          | пенсіонер                                                                |
| 24                          | Майборода Володимир Дмитрович    | 03.11.2010            | вища               | член Народної партії                          | Елеватор, начальник                                                      |
| Партія регіонів             |                                  |                       |                    |                                               |                                                                          |
| 3                           | Незгода Леся Петрівна            | 03.11.2010            | вища               | член Партії регіонів                          | Бр. Елеватор, бухгалтер                                                  |
| 11                          | Дубаченко Тетяна Василівна       | 03.11.2010            | вища               | член Партії регіонів                          | загальноосвітня школа, вчитель                                           |
| 14                          | Манойленко Лариса Валентинівна   | 03.11.2010            | вища               | член Партії регіонів                          | пенсіонер                                                                |
| 15                          | Хомчик Алла Іванівна             | 03.11.2010            | середня            | член Партії регіонів                          | Дитячий садок, завгосп                                                   |
| 17                          | Нижура Ольга Іванівна            | 03.11.2010            | середня спеціальна | член Партії регіонів                          | пенсіонер                                                                |
| 20                          | Наконечний Дмитро Дмитрович      | 03.11.2010            | вища               | член Партії регіонів                          | приватний підприємець                                                    |
| 26                          | Попов Віталій Валерійович        | 03.11.2010            | вища               | член Партії регіонів                          | тимчасово не працює                                                      |
| Самовисування               |                                  |                       |                    |                                               |                                                                          |
| 2                           | Руда Неллі Владиславівна         | 03.11.2010            | середня спеціальна | позапартійна                                  | Підстепненська загальноосвітня школа, медична сестра                     |
| 4                           | Тимошенко Сергій Олексійович     | 03.11.2010            | середня            | позапартійний                                 | Гідромеханізація, бульдозерист                                           |
| 6                           | Михайлов Володимир Валентинович  | 03.11.2010            | середня            | член Всеукраїнського об'єднання «Батьківщина» | ПП «Оралов»                                                              |
| 7                           | Станкевич Тамара Василівна       | 03.11.2010            | вища               | позапартійна                                  | Брилівська загальноосвітня школа, вчитель                                |
| 8                           | Чечина Ліна Анатоліївна          | 03.11.2010            | середня спеціальна | член Всеукраїнського об'єднання «Батьківщина» | Дитячий садок, вихователь                                                |
| 9                           | Фурсенко Віктор Миколайович      | 03.11.2010            | середня            | позапартійний                                 | Брилівська дільнична лікарня, заступник головного лікаря по господарству |
| 10                          | Мазун Олександр Іванович         | 03.11.2010            | середня спеціальна | позапартійний                                 | Пожежне ДЕПО                                                             |
| 12                          | Медведєва Інна Георгіївна        | 03.11.2010            | середня спеціальна | позапартійна                                  | Брилівська селищна рада, секретар                                        |
| 13                          | Нікулінська Тетяна Олександрівна | 03.11.2010            | вища               | позапартійна                                  | пенсіонер                                                                |
| 16                          | Казанцев Костянтин Юрійович      | 03.11.2010            | середня спеціальна | позапартійний                                 | приватний підприємець                                                    |
| 18                          | Стеценко Інна Іванівна           | 03.11.2010            | середня спеціальна | позапартійна                                  | Дільнична лікарня, медична сестра                                        |
| 19                          | Рудік Олександр Анатолійович     | 03.11.2010            | середня            | позапартійний                                 | тимчасово не працює                                                      |
| 21                          | Вінник Ірина Євгеніївна          | 03.11.2010            | вища               | позапартійна                                  | Брилівська загальноосвітня школа, вчитель                                |
| 22                          | Литвиненко Тетяна Миколаївна     | 03.11.2010            | середня спеціальна | позапартійна                                  | Брилівський ринок, директор                                              |
| 23                          | Крамаренко Ліна Петрівна         | 03.11.2010            | середня            | позапартійна                                  | Брилівська загальноосвітня школа, повар                                  |
| 25                          | Васюкова Лариса Анатоліївна      | 03.11.2010            | середня спеціальна | позапартійна                                  | Дитячий садок, бухгалтер                                                 |